# Telmatobius marmoratus
Telmatobius marmoratus är en groddjursart som först beskrevs av Duméril och Gabriel Bibron 1841.  Telmatobius marmoratus ingår i släktet Telmatobius och familjen Ceratophryidae. IUCN kategoriserar arten globalt som sårbar. Inga underarter finns listade i Catalogue of Life.